# Robert Dunham
Robert Dunham (* 6. Juli 1931 in Maine; † 6. August 2001 in Sarasota, Florida) war ein US-amerikanischer Schauspieler.

## Leben
Dunham wurde als Sohn von Charlotte und Earl Dunham in eine wohlhabende Familie geboren. Er wuchs in Wellesley Hills auf und ging in Dedham im US-Bundesstaat Massachusetts zur Schule. Anschließend besuchte er das Williams College in Williamstown, Massachusetts, welches er mit einem Bachelor of Arts für Kunstgeschichte abschloss. Es folgte der Militärdienst bei den United States Marine Corps. Im Zuge seines Wehrdienstes wurde er auch im japanischen Yokohama stationiert, wo er zwei Jahre als Leutnant diente. Später nahm er in der Ferne an einem Sprachkurs teil, um die japanische Sprache zu erlernen.
Nach dem Ausscheiden aus dem Militärdienst entschied sich Dunham in Japan zu bleiben, und ein eigenes Import/Export-Geschäft zu eröffnen. Auch spielte er in mehreren Werbefilmen mit, da Dunham viele Gelegenheiten hatte, weil er die Sprache fließend beherrschte. Später arbeitete er für die japanische Werbung, sowie auf diversen Geschäftsfeldern, da er als Amerikaner fließend Japanisch sprechen konnte.
Zu seinen bekanntesten Rollen zählt unter anderem der Antonio, Kaiser des unterirdischen Kontinents Seatopia in King Kong – Dämonen aus dem Weltall. Dunham lebte zwischenzeitlich in Japan, wo er weitere Filmaufgaben wahrnahm. Er sprach fließend japanisch, arbeitete neben seiner Tätigkeit als Schauspieler auch als Stuntman, so drehte er für obengenannten Film eine riskante Szene mit einem Motorrad selbst.
Dunham lebte 20 Jahre mit seiner Frau Keiko und den beiden gemeinsamen Kindern Barbara Ann und Daniel in Tokio. Nach der Trennung und anschließenden Scheidung war er mit dem Model Setsuko Sazawa liiert, welche er auch 1969 auch heiratete. Das Paar bekam ebenfalls zwei Kinder Emiko (Emmy) und Marcia. Gemeinsam mit seiner Familie zog Dunham nach Den’enchōfu, einen Vorort in der Nähe von Tokio, wo sie von 1970 bis 1975 lebten. Danach entschied sich Dunham nach Cape Cod, Massachusetts überzusiedeln und so letztlich wieder in die Vereinigten Staaten zurückzukehren. Im Heimatland arbeitete er als freiberuflicher Schriftsteller und trug häufig Material zu Zeitschriften wie Car and Driver bei.

## Filmografie (Auswahl)
- 1964: X 3000 – Fantome gegen Gangster (Uchû daikaijû Dogora)
- 1969: Monster aus dem All (The Green Slime, Gamma sango uchu daisakusen)
- 1973: King Kong – Dämonen aus dem Weltall (Gojira tai Megaro)